# Красний Городок (Смоленський район)
Кра́сний Городо́к (рос. Красный Городок) — селище у складі Смоленського району Алтайського краю, Росія. Входить до складу Солоновської сільської ради.

## Населення
Населення — 214 осіб (2010; 280 у 2002).
Національний склад (станом на 2002 рік):
- росіяни — 95 %